# Phillips Brooks

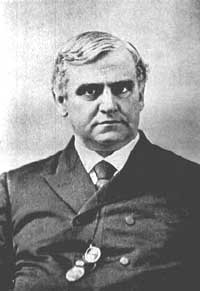
Bischof Phillips Brooks

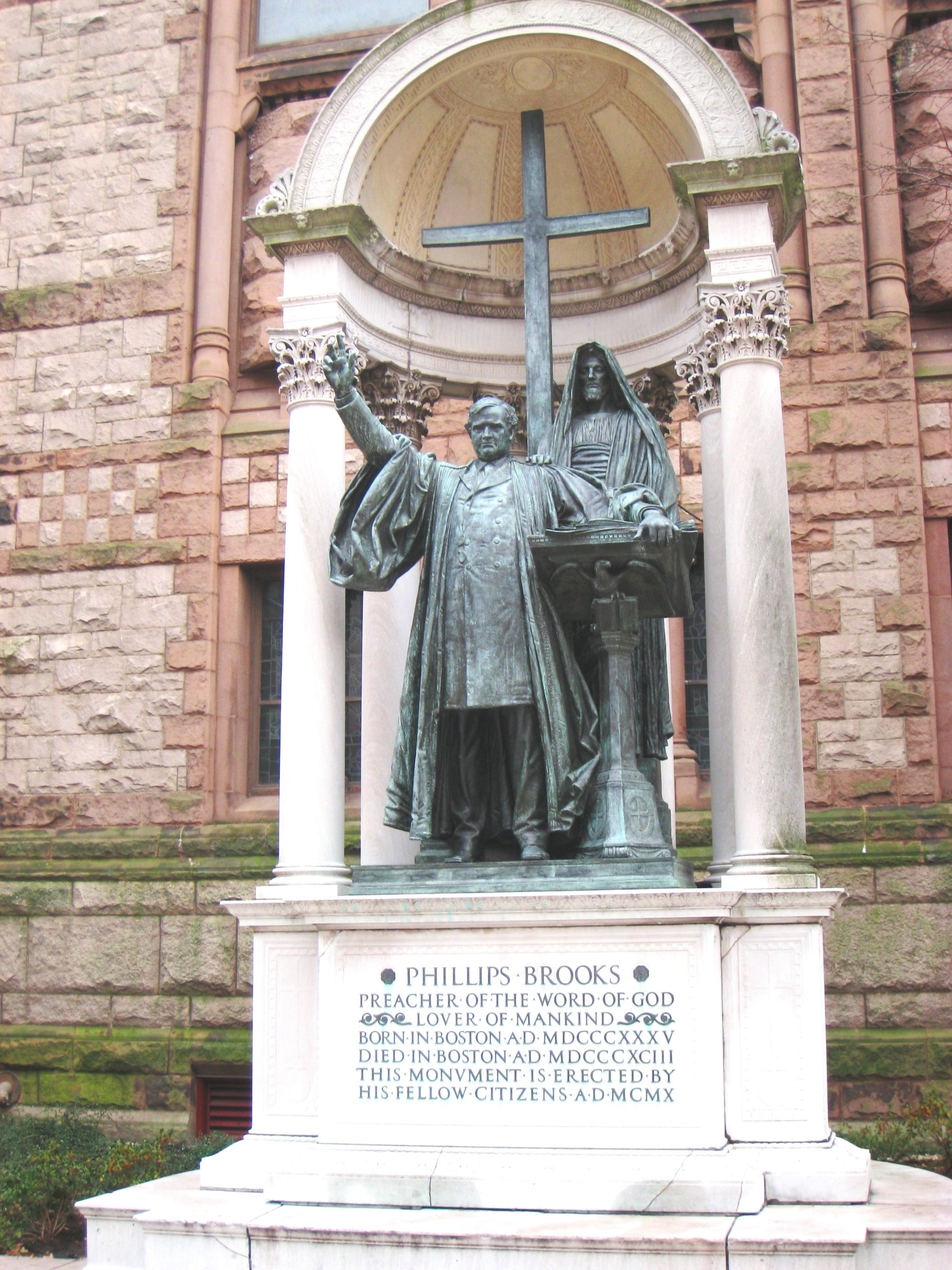
Brooks-Denkmal des Bildhauers Augustus Saint-Gaudens vor der Trinity Church in Boston

Phillips Brooks (* 13. Dezember 1835 in Boston, Massachusetts; † 23. Januar 1893) war ein US-amerikanischer Bischof der Episkopalkirche der Vereinigten Staaten von Amerika.

## Leben

### Priester in Boston und Bischof
Brooks stammte väterlicherseits von dem Puritaner John Cotton ab und war mütterlicherseits ein Urenkel von Samuel Phillips, Jr., dem Begründer der Phillips Academy in Andover.
Nach dem Schulbesuch studierte er zunächst an der Harvard University und anschließend von 1855 bis 1859 am Predigerseminar in Alexandria. Nach seiner Ordination zum Priester wurde er 1859 zunächst Rektor der Church of the Advent in Philadelphia, ehe er 1862 Pfarrer an der dortigen Church of the Holy Trinity wurde.
1869 wurde er zum Rektor der Trinity Church in Boston berufen. Während dieser Zeit wurde 1873 ein Neubau durch den Architekten Henry Hobson Richardson sowie die Glasmaler William Morris und Edward Burne-Jones fertiggestellt. Er verfolgte die Aktivitäten des Abolitionisten John Brown. In seiner Funktion als Kirchenrektor fiel Brooks insbesondere durch seine Ansichten zur Befreiung der Sklaven und der Theologie der Low Church auf; er predigte auch auf den Kanzeln anderer protestantischen Gemeinden. 1878 wurde er in die American Academy of Arts and Sciences gewählt.
Brooks lehnte zahlreiche andere ihm angebotene Stellungen wie 1881 eine Professur für Ethik an der Harvard University sowie das Amt des Weihbischofs der Episcopal Diocese of Pennsylvania ab, in das er 1886 gewählt wurde. Stattdessen zog er es vor in der Gemeinde der Trinity Church zu bleiben, um sich dort für Verkündigung des Glaubens, insbesondere am junge Menschen, einzusetzen. Er hielt vereinzelte Lehrveranstaltungen zur Homiletik auf Einladung der Yale Divinity School.
Letztlich übernahm er 1891 als Nachfolger von Benjamin Henry Paddock das Amt des Bischofs der Episcopal Diocese of Massachusetts und übte dieses Amt zwei Jahre bis zu seinem Tod im Jahr 1893 aus. Sein Nachfolger war William Lawrence.

### Veröffentlichungen, Einfluss und Ehrungen
Obwohl Brooks lediglich zwei Jahre das Amt eines Bischofs ausübte, war sein Einfluss auf die Episkopalkirche insbesondere durch seine zahlreichen Schriften von großer Bedeutung. Zu seinen bekanntesten Veröffentlichungen gehören:
- Lectures on Preaching (1877).
- Sermons (2 Bände, 1878 und 1881).
- The Influence of Jesus (1879).
- Baptism and Confirmation (1880).
- Sermons preached in English Churches (1883).

Des Weiteren war er auch als Dichter von Kirchenliedern bekannt und verfasste unter anderem den Text zu dem Weihnachtslied „O Bethlehem, du kleine Stadt“ (‚O Little Town of Bethlehem‘), das er 1865 nach einem Besuch von Bethlehem schrieb.
1885 verlieh ihm die University of Oxford einen Doctor of Divinity (D.D.). Phillips Brooks wurde unter anderem auch durch die posthume Aufnahme in die Hall of Fame for Great Americans in New York geehrt. Darüber hinaus ist die Wohlfahrtsorganisation Phillips Brooks House Association nach ihm benannt ebenso wie die Phillips Brooks School in Menlo Park und die Brooks School in North Andover.